# Citroën/Unic P107
L'autochenille Citroën/Unic P107 est un véhicule utilisé massivement à partir de 1935 par l'Armée de terre française pour mécaniser son artillerie tractée.

## Histoire

### France
La Citroën/Unic P107 est adoptée par l'armée de terre française en 1935 pour prendre la succession de la Citroën-Kégresse P17. Le véhicule est conçu par la firme Citroën, mise en faillite en 1936. Il est produit de 1937 à 1940 par Unic à 3 276 unités.
Deux versions sont mises en service :
- le tracteur d'artillerie, pour les canons antichars et de campagne (75 mm et 105 mm)
- le véhicule dédié aux troupes du génie pour transporter leurs matériels (60 exemplaires), ou transformé en "voiture téléphonique" avec dérouleur de câble installé à l'arrière.

Les Citroën/Unic P107 servent durant les combats de la Bataille de France.

### Reichallemand
La Wehrmacht récupère de nombreux exemplaires sous le nom de Leichter zugkraftwagen 304 (f), pour tracter des canons Pak 35/36 et 97/38. À l'image des SdKfz 250, le semi-chenillé P107 est doté d'un blindage fortement incliné, renommé Leichter Schützenpanzerwagen auf UNIC P-107 U-304 (f) et utilisé comme transport de troupes.
Plusieurs versions sont dérivées :
- Leichter Granatwerferpanzerwagen auf UNIC P.107 U-304 (f) : porte-mortier de 8 cm
- Leichter Schützenpanzerwagen (Funk.) auf UNIC P.107 U-304 (f) : véhicule de commandement
- Leichter Sanitatspanzerwagen auf UNIC P 107 U-304 (f) : ambulance
- Schützenpanzerwagen U304 (f) - 37 mm Pak 35/36 : chasseur de char
- Selbstfahrlafette 2 cm Flak 38 auf Gepanzert UNIC P-107 U-304 (f) : véhicule anti-aérien

L'ambulance est principalement utilisée par les troupes cantonnées en France, où elle voit le feu durant les combats de 1944.

## Galerie

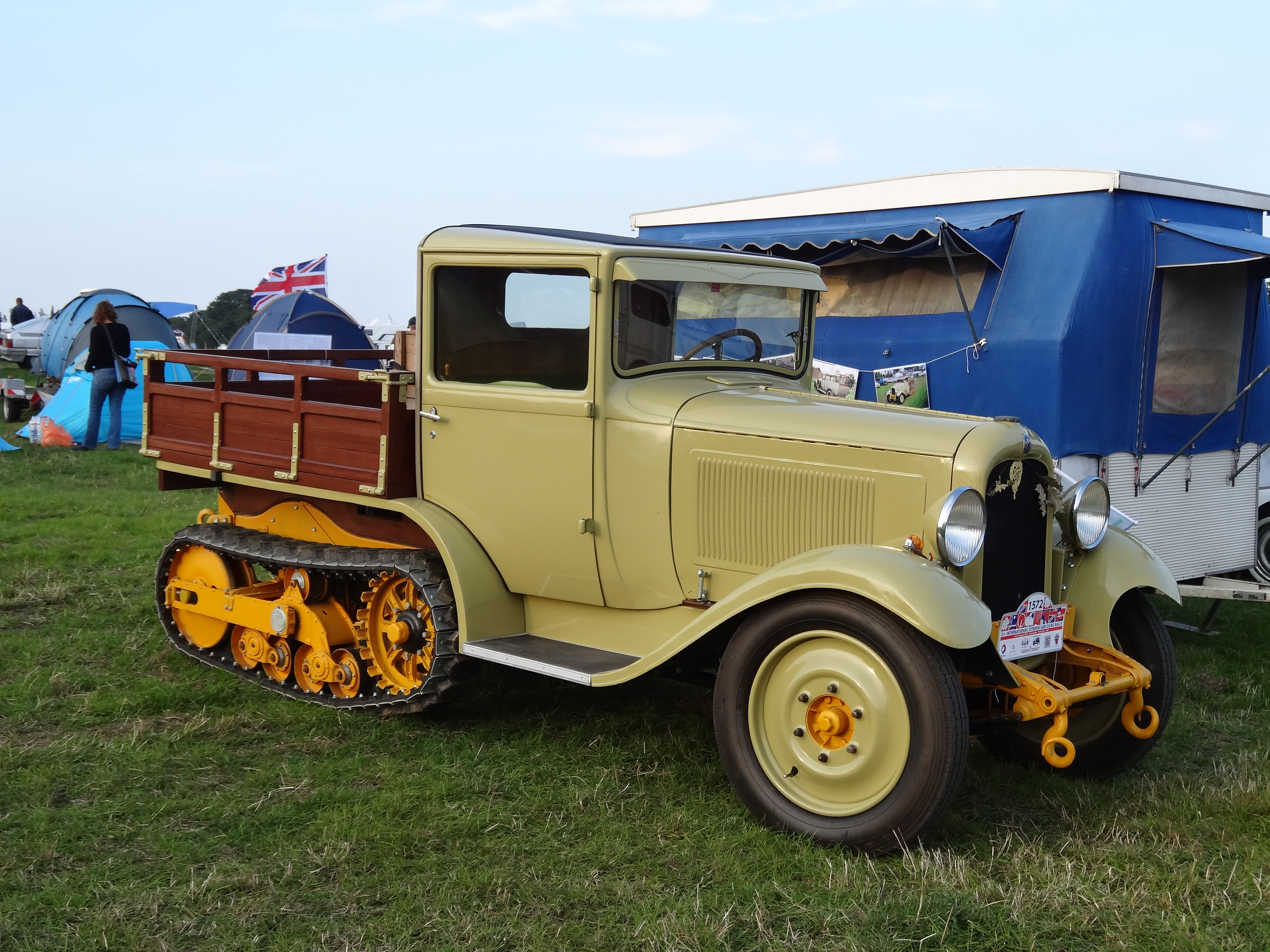
Citroën P17, prédécesseur du P107
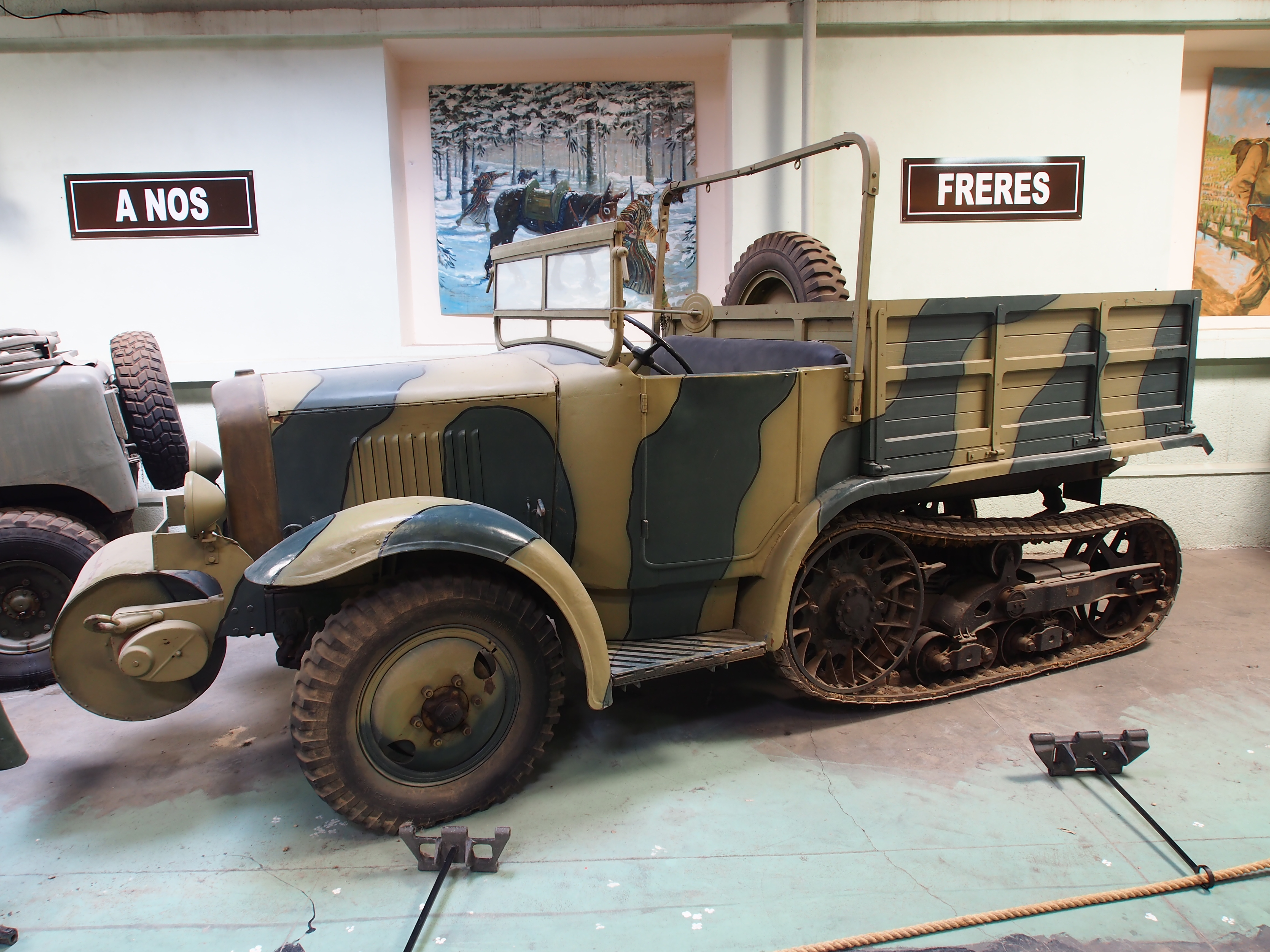
Unic P107 exposé au Musée des blindés de Saumur
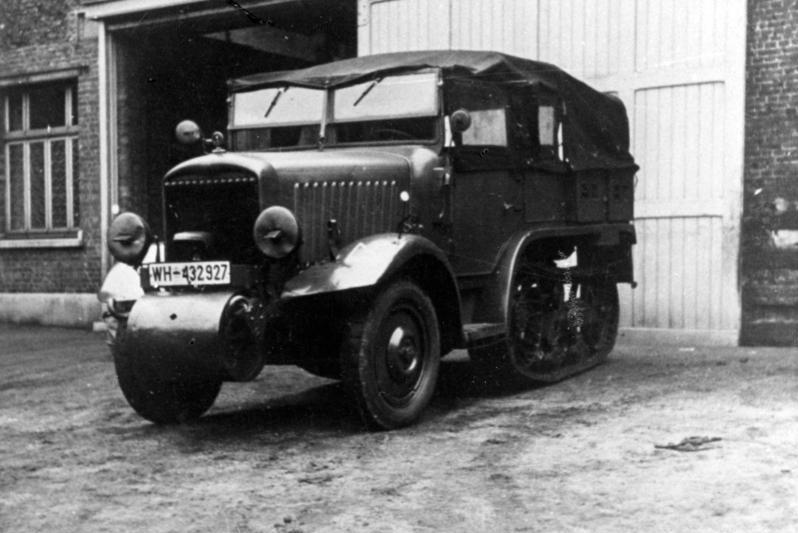
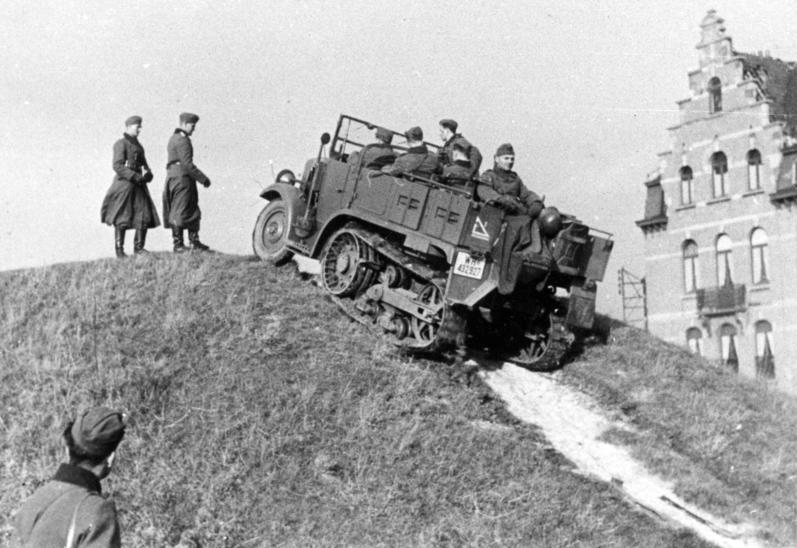
Tests de l'armée allemande.
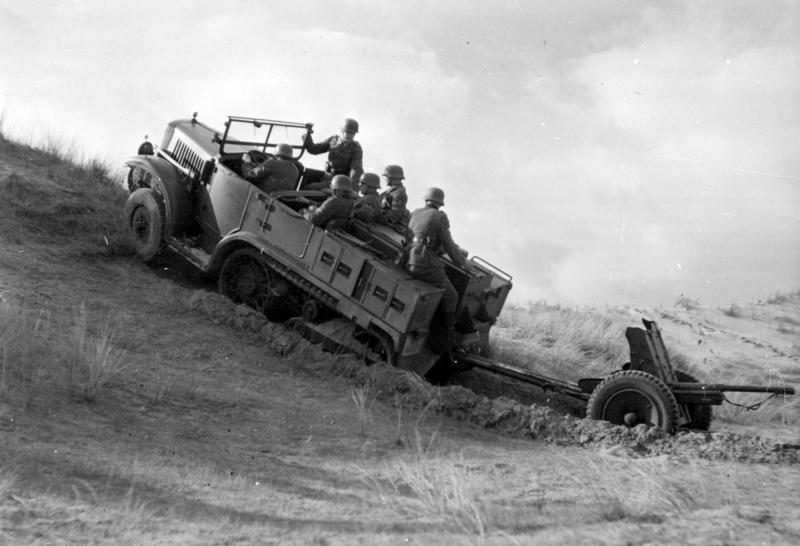
Tests de la version Leichter zugkraftwagen 304 (f), remorquant un canon 3,7-cm PaK 36
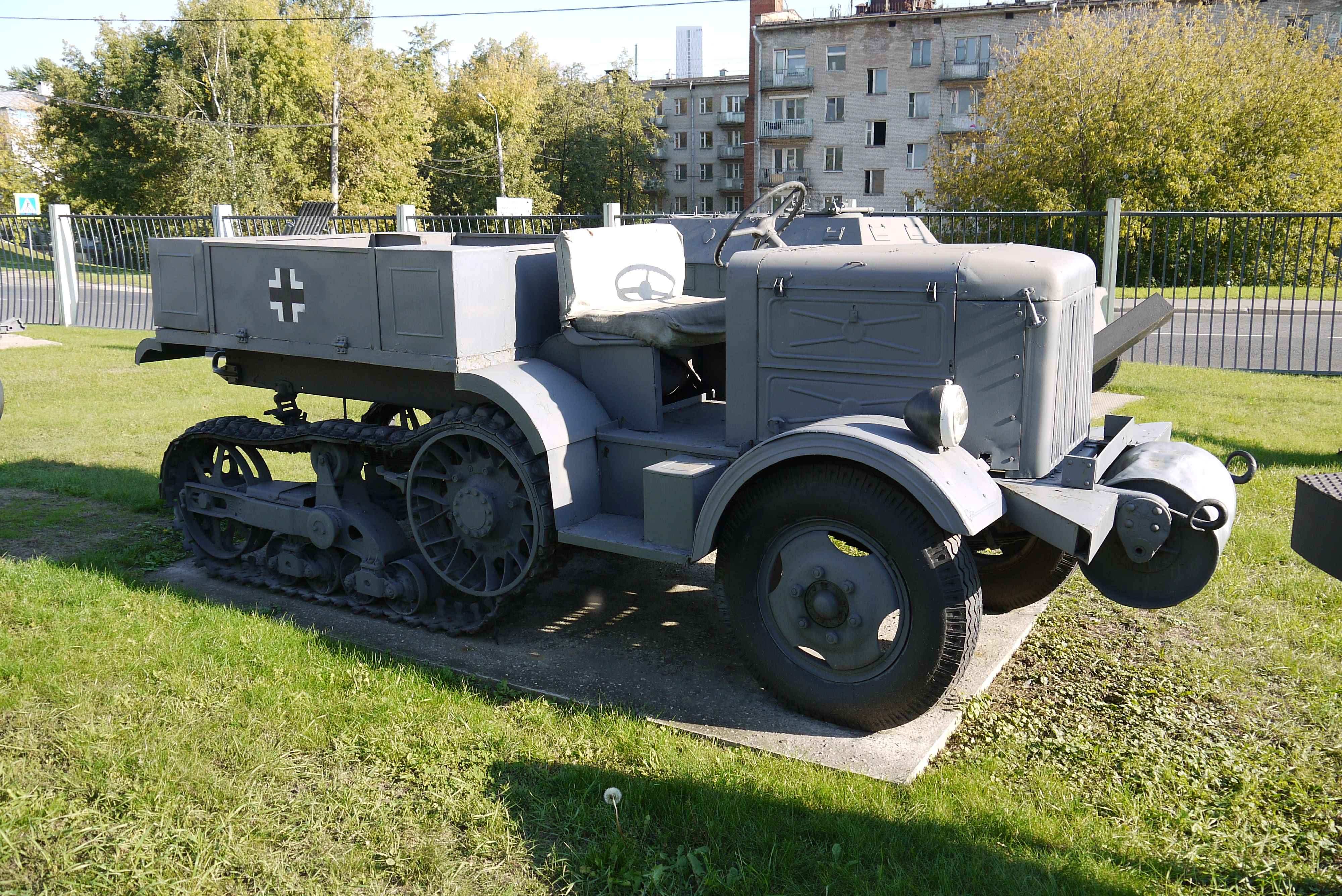
Unic P107 de prise allemande abandonné en Russie, Musée de la Grande Guerre patriotique de Moscou

#### Photographies et Vidéo
- L'embrasement du monde. Le forum de la Seconde guerre mondiale. L'Unic P 107 et le leichter zugkraftwagen 107 (f) -
- A.S.P.H.M. UNIC KEGRESSE P-107 U-304(f) -